# 4878 Gilhutton
4878 Gilhutton (1968 OF) là một tiểu hành tinh vành đai chính được phát hiện ngày 18 tháng 7 năm 1968 bởi C. Torres và S. Cofre ở Cerro El Roble.